# Puya pygmaea
Puya pygmaea är en gräsväxtart som beskrevs av Lyman Bradford Smith. Puya pygmaea ingår i släktet Puya och familjen Bromeliaceae. IUCN kategoriserar arten globalt som sårbar.
Artens utbredningsområde är Ecuador. Inga underarter finns listade i Catalogue of Life.